# Schwenckia huberi
Schwenckia huberi är en potatisväxtart som beskrevs av C.E. Benítez de Rojas. Schwenckia huberi ingår i släktet Schwenckia och familjen potatisväxter. Inga underarter finns listade i Catalogue of Life.